# Geodena leona
Geodena leona är en fjärilsart som beskrevs av George Thomas Bethune-Baker 1911. Geodena leona ingår i släktet Geodena och familjen mätare. Inga underarter finns listade i Catalogue of Life.